# 长兴街道 (石嘴山市)
长兴街道，是中华人民共和国宁夏回族自治区石嘴山市大武口区下辖的一个乡镇级行政单位。

## 行政区划
长兴街道下辖以下地区：
电厂社区、铁路社区和兴民村。